# آلمانیش
آلمانیش نام گروهی از گویش‌ها از شاخهٔ آلمانی علیا از خانوادهٔ زبان‌های ژرمنی است.
شمار گویشوران آن در حدود ۱۰ میلیون نفر است که در هفت کشور گوناگون زندگی می‌کنند. این کشورها عبارتند از:
آلمان، سوئیس، فرانسه، اتریش، لیختن‌اشتاین، ونزوئلا و ایتالیا.
نام این گروه از گویش‌ها از نام قوم کهن ژرمنی معروف به آلمان‌ها گرفته شده‌است.